# فیات ۱۳۲/آرژنتا

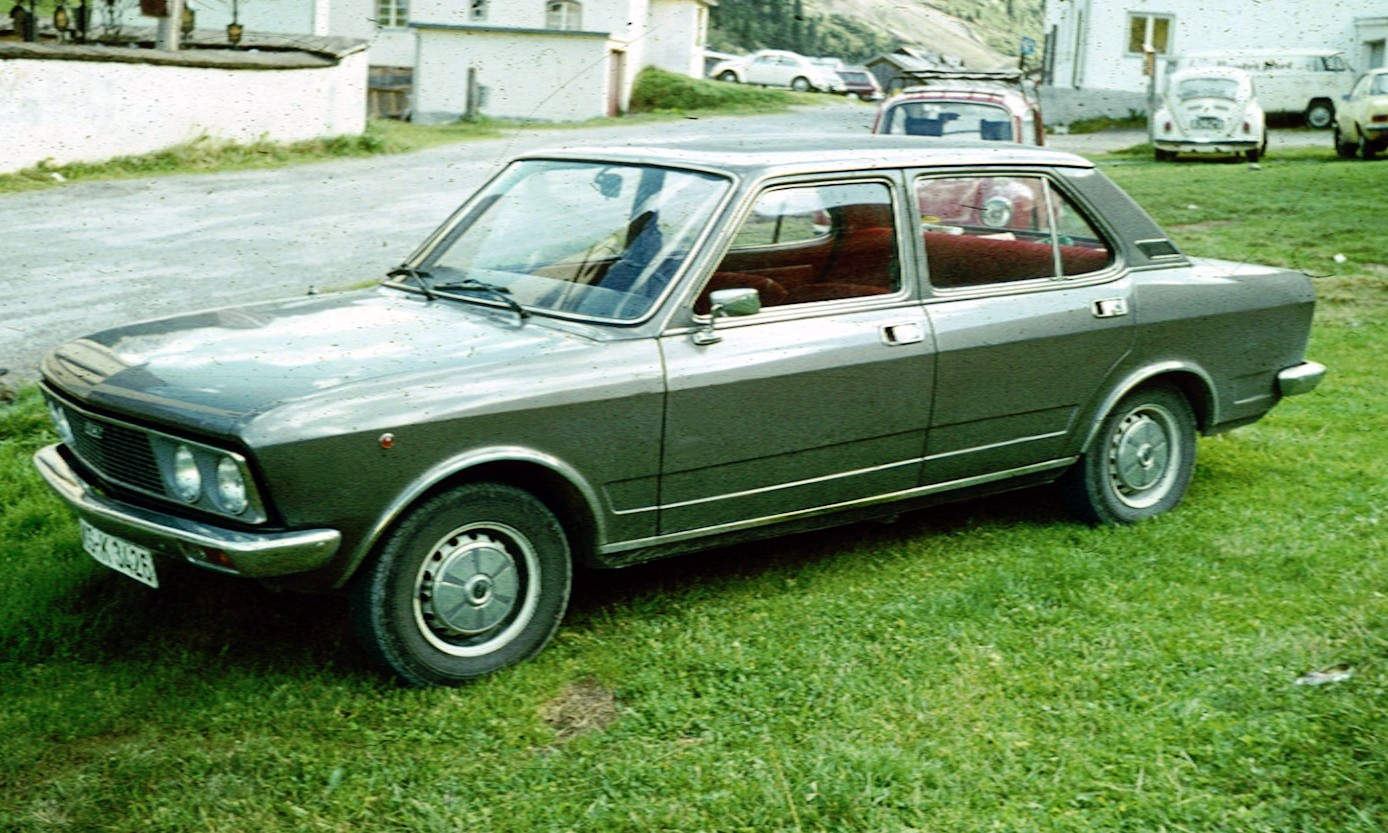

فیات ۱۳۲/آرژنتا (Fiat ۱۳۲/Argenta) خودرویی است که در سال‌های ۱۹۷۲ تا ۸۵تولید شده‌است. طراحی آن خودروهای موتور جلو-محور عقب بوده است. سیستم جعبه دنده به صورت ۴ سرعته و در برخی مدلها ۵ سرعته و یک دنده عقب و همچنین مدلهای اتوماتیک ۳ سرعته می‌باشند
موتور دارای دو میل سوپاپ در سرسیلندر با اتصال تسمه تایمینگ به میلنگ و سیستم سوخت رسانی کابراتور ساخت شرکت وبر با دودریچه 
ترمزهای دیسکی در محور جلو و عقب۰ دارای فرمان قابل تنظیم در دو جهت بالا و پایین چراغ مطالعه در ستونهای عقب زیر آرنجی در صندلی عقب و همچنین سیستم تعلیق فنر لول در هر دو محور جلو و عقب 
و همچنین در برخی مدلها دارای کولر و شیشه برقی نیز می‌باشند
حجم موتورهای نصب شده در این مدلها به ترتیب ۱۶۰۰ 
۱۸۰۰ و همچنین ۲۰۰۰ سی سی 

هر